# Huppy
 Huppy ist eine französische Gemeinde mit 747 Einwohnern (Stand 1. Januar 2022) im Département Somme in der Region Hauts-de-France. Sie gehört zum Arrondissement Abbeville und zum Kanton Gamaches.

## Geographie
Huppy liegt auf der Kalkhochfläche des Vimeu zwischen den Départementsstraßen D928 (frühere Route nationale 28) von Abbeville nach Blangy-sur-Bresle und D25 und wird im Westen von der Autoroute A28 durchquert. Das Gemeindegebiet liegt im Regionalen Naturpark Baie de Somme Picardie Maritime.

## Geschichte
Das Schloss wurde 1692 fertiggestellt.

## Einwohner
| 1962 | 1968 | 1975 | 1982 | 1990 | 1999 | 2006 | 2011 |
| ---- | ---- | ---- | ---- | ---- | ---- | ---- | ---- |
| 614  | 631  | 579  | 592  | 590  | 694  | 761  | 805  |

## Sehenswürdigkeiten

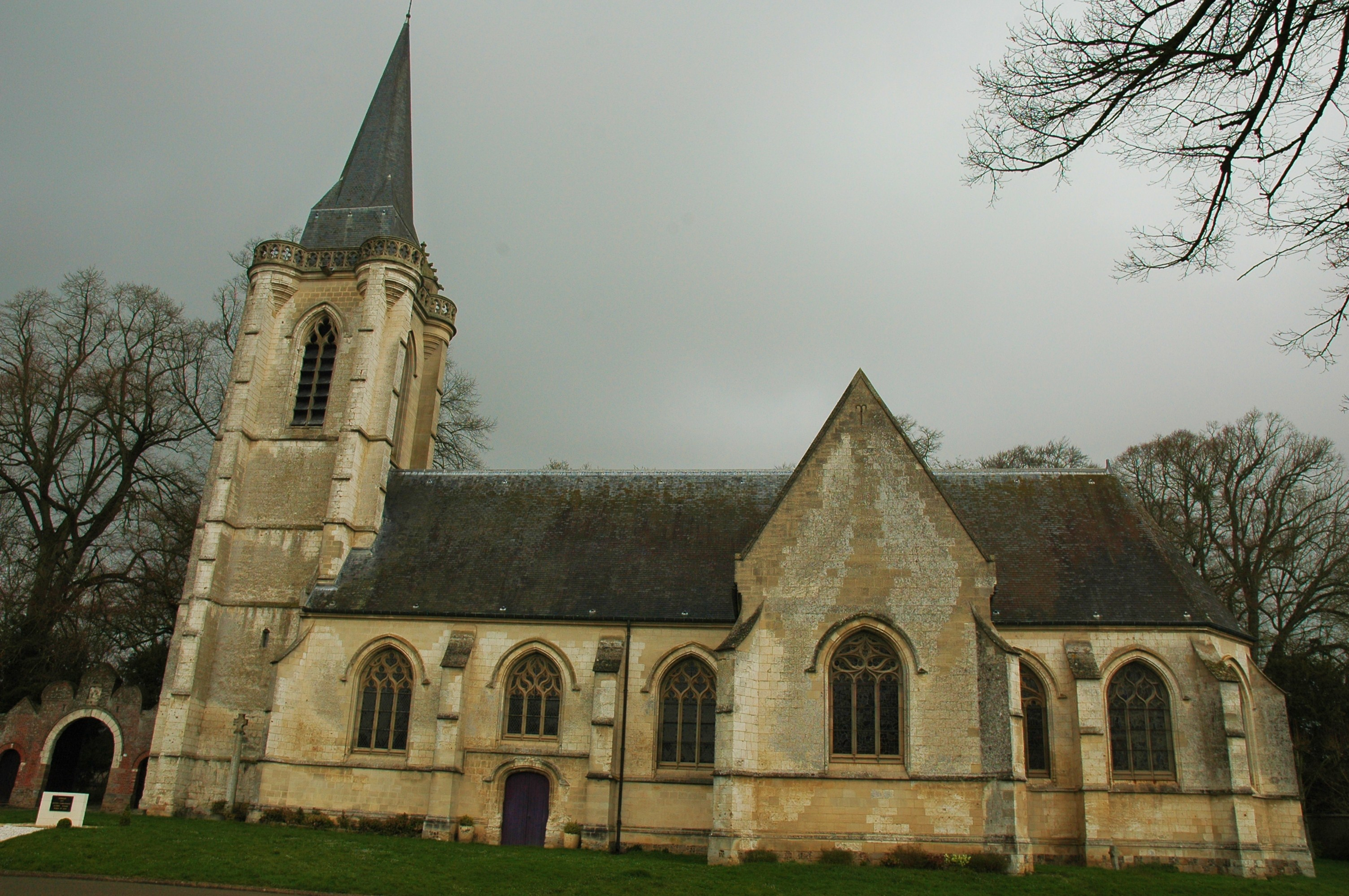
Kirche Saint-Sulpice

- Schloss Huppy (17. Jahrhundert), Kommandozentrale Charles de Gaulles während der Schlacht von Abbeville (28.–31. Mai 1940), 1926 als Monument historique eingetragen (Base Mérimée PA00116182)[1]
- 1907 als Monument historique klassifizierte Kirche Saint-Sulpice (Base Mérimée PA00116184)[2]
- steinernes Kreuz aus dem 13. Jahrhundert, 1912 als Monument historique klassifiziert[3]